# Gardenia gardneri
Gardenia gardneri är en måreväxtart som beskrevs av Christopher Francis Puttock. Gardenia gardneri ingår i släktet Gardenia och familjen måreväxter. Inga underarter finns listade i Catalogue of Life.